# Kaarlo Koskelo
Kaarlo Anton "Kalle" Koskelo (Kotka, 12 d'abril de 1888 – Astoria, Oregon, 21 de desembre de 1953) va ser un lluitador de lluita grecoromana finlandès que va competir a començaments del segle xx.
El 1912 va prendre part en els Jocs Olímpics d'Estocolm, on guanyà la medalla d'or de la categoria del pes ploma de lluita grecoromana.
Va lluitar en la Primera Guerra Mundial i posteriorment en la Guerra Civil Finlandesa, i el 1919 emigrà als Estats Units. Es va establir a Astoria, Oregon, on fou un reconegut home de negocis.